# Pagopedilum brevis
Pagopedilum brevis är en insektsart som först beskrevs av Walker, F. 1870.  Pagopedilum brevis ingår i släktet Pagopedilum och familjen Pamphagidae. Inga underarter finns listade i Catalogue of Life.